# Michael Polcino
Michael Polcino es un director de animación de Los Simpson. Su hermano, Dominic Polcino, es exdirector de Los Simpson y actualmente trabaja en Family Guy.

## Carrera
Polcino ha trabajado en varias series como empleado en el departamento de animación. Dichas series son Los Simpson (1991-1999) donde colaboró con quince episodios; Family Guy (2001-2002) donde su función estuvo en trece episodios; y Fillmore! (2002) donde tan solo participó en dos episodios. Durante un breve periodo de tiempo en el año 1991, participó dentro del departamento artístico de Los Simpson con un episodio.
En los últimos años, Polcino ha trabajado como director de Cranberry Christmas en 2008. Sin embargo, donde ha destacado ha sido con Los Simpson, ya que después de abandonar el departamento de animación en 1999, cogió el mando de director en el año 2000 hasta la actualidad, participando así en catorce episodios.

### Trabajo en Los Simpson
| Año  | Capítulo                                                                            | Cargo              |
| ---- | ----------------------------------------------------------------------------------- | ------------------ |
| 1991 | Bart the Murderer                                                                   | Dpto. de animación |
| 1991 | Homer Defined                                                                       | Dpto. de animación |
| 1991 | Lisa's Pony                                                                         | Dpto. de animación |
| 1991 | Saturdays of Thunder                                                                | Dpto. artístico    |
| 1991 | Burns Verkaufen der Kraftwerk                                                       | Dpto. de animación |
| 1992 | Radio Bart                                                                          | Dpto. de animación |
| 1992 | Homer Alone                                                                         | Dpto. de animación |
| 1992 | Colonel Homer                                                                       | Dpto. de animación |
| 1992 | Kamp Krusty                                                                         | Dpto. de animación |
| 1994 | Homer Badman                                                                        | Dpto. de animación |
| 1995 | Homer the Great                                                                     | Dpto. de animación |
| 1995 | Lisa's Wedding                                                                      | Dpto. de animación |
| 1995 | Lemon of Troy                                                                       | Dpto. de animación |
| 1995 | Who Shot Mr. Burns?: Parte 1                                                        | Dpto. de animación |
| 1996 | Raging Abe Simpson and His Grumbling Grandson in "The Curse of the Flying Hellfish" | Dpto. de animación |
| 1999 | Maximum Homerdrive                                                                  | Director           |
| 2000 | The Mansion Family                                                                  | Director           |
| 2000 | The Great Money Caper                                                               | Director           |
| 2001 | Children of a Lesser Clod                                                           | Director           |
| 2002 | The Bart Wants What it Wants                                                        | Director           |
| 2002 | The Frying Game                                                                     | Director           |
| 2003 | Pray Anything                                                                       | Director           |
| 2003 | The Bart of War                                                                     | Director           |
| 2005 | The Father, The Son, and the Holy Guest Star                                        | Director           |
| 2006 | Regarding Margie                                                                    | Director           |
| 2007 | Revenge Is A Dish Best Served Three Times                                           | Director           |
| 2007 | The Homer of Seville                                                                | Director           |
| 2008 | E. Pluribus Wiggum                                                                  | Director           |
| 2008 | Double, Double, Boy In Trouble                                                      | Director           |
| 2009 | Waverly Hills 9-0-2-1-D'oh                                                          | Director           |